# Limnophora orbitalis
Limnophora orbitalis este o specie de muște din genul Limnophora, familia Muscidae, descrisă de Stein în anul 1907. Conform Catalogue of Life specia Limnophora orbitalis nu are subspecii cunoscute.